# Bartlett (Oregon)
Bartlett az Amerikai Egyesült Államok északnyugati részén, Oregon állam Wallowa megyéjében, a washingtoni államhatár közelében elhelyezkedő önkormányzat nélküli település.